# 小麦の奴隷
小麦の奴隷（こむぎのどれい）は、北海道広尾郡大樹町に本社を置く株式会社こむぎのがフランチャイズ運営するベーカリー。

## 概要
HIU（堀江貴文イノベーション大学校）に集まったメンバーの中から、堀江貴文の声から生まれたパン屋。
2020年北海道に一号店がオープン。開業3ヶ月で一万食を販売。
2020年日本カレーパン協会が主催するカレーパングランプリ2020で東日本揚げカレーパン部門で金賞を受賞。
2021年もカレーパングランプリ2021で東日本揚げカレーパン部門で金賞を二年連続受賞。
2021年2月　フランチャイズ加盟1号店　大津店がオープン。

## 特徴
冷凍生地を使ったパン製造を行う。
キャッシュレス決済を推進しており、省人化やDX（デジタルトランスフォーメーション）に取り組んでいる。事前注文・事前決済アプリ「アプリチューモン」を積極的に活用。
地域密着型エンタメパン屋として、フランチャイズ店舗の店長が情報交換を活発に行って全国拡大している。

## メニュー
- ザックザクカレーパン
- ちぎってモグモグ
- とろ生バスクチーズケーキ
- チーズーチーズー
- それいけ！アンパンパン
- ツナコココーン
- 君かわうぃ〜ね！メロンパンちゃん
- プレミアム奴隷「生」食パン
- バターおおない？もちっと塩パン